# Salomé (película de 2002)
Salomé es una película española dirigida por Carlos Saura y estrenada en el año 2002.

## Argumento
Aída Gómez (Salomé) ensaya con sus bailarinas, Roque Baños prepara la música, Pedro Moreno, encargado de vestuario, le enseña los bocetos al "director". Paco Mora (Herodes) y Javier Toca (Juan Bautista) nos cuentan sus inicios mientras se afeitan la cabeza; todo está preparado para el gran ensayo general... 
Herodes está hipnotizado por su hijastra Salomé, hija de Herodías, y quiere que baile para él. Herodías incita a su hija para que lo haga, no le importa acercarla a sus brazos. Pero Salomé se niega ya que está sólo interesada en el predicador Juan el Bautista, al que por otro lado Herodes teme. Salomé intenta seducirlo, pero su condición de hombre santo no le permite dejarse llevar por sus sentimientos. Decepcionada y frustrada, Salomé accede bailar para su padrastro la danza de los siete velos de manera sensual y frenética. El rey, fascinado por el baile, le dice a Salomé que haría por ella todo lo que le pidiese y la sorpresa llega cuando la despechada mujer le pide la cabeza de Juan. Ésta es la historia de una pasión exacerbada.